# Sebastiano Nela
Sebastiano Nela (Rapallo, Provincia de Génova, Italia, 13 de marzo de 1961) es un exfutbolista italiano que se desempeñaba en la posición de defensa.

## Selección nacional
Fue internacional con la selección de fútbol de Italia en 5 ocasiones. Debutó el 22 de mayo de 1984, en un encuentro amistoso ante la selección de Alemania que finalizó con marcador de 1-0 a favor de los alemanes.

### Participaciones en Copas del Mundo
| Mundial                        | Sede   | Resultado        |
| ------------------------------ | ------ | ---------------- |
| Copa Mundial de Fútbol de 1986 | México | Octavos de final |

### Participaciones en Eurocopas
| Eurocopa                | Sede          | Resultado        |
| ----------------------- | ------------- | ---------------- |
| Eurocopa Sub-21 de 1982 | Sin sede fija | Cuartos de final |

## Clubes
| Club            | País   | Año         |
| --------------- | ------ | ----------- |
| Génova C. F. C. | Italia | 1978 - 1981 |
| A. S. Roma      | Italia | 1981 - 1992 |
| S. S. C. Napoli | Italia | 1992 - 1994 |

## Palmarés

### Campeonatos nacionales
| Título      | Club       | País   | Año     |
| ----------- | ---------- | ------ | ------- |
| Serie A     | A. S. Roma | Italia | 1982-83 |
| Copa Italia | A. S. Roma | Italia | 1983-84 |
| Copa Italia | A. S. Roma | Italia | 1985-86 |
| Copa Italia | A. S. Roma | Italia | 1990-91 |